# Вали Котидж
Вали Котидж (на английски: Valley Cottage) е селище в североизточната част на Съединените американски щати, част от окръг Рокланд в щата Ню Йорк. Населението му е около 9 100 души (2010).
Разположено е на 54 метра надморска височина в Северен Пидмънт, на 2 километра от десния бряг на река Хъдсън и на 40 километра северно от центъра на Ню Йорк. Селището се развива около построена през 1876 година железопътна гара.

## Известни личности
Починали във Вали Котидж
- Александра Толстая (1884 – 1979), руска общественичка